# Ifeanyi
Ifeanyi ist ein nigerianischer männlicher Vorname. Die weibliche Ableitung des männlichen Namens ist Ifeanyichukwu.
Männliche Personen:
- Emmanuel Ifeanyi Ekwueme (* 1979), nigerianischer Fußballspieler, siehe Emmanuel Ekwueme
- Ifeanyi Emeghara (* 1984), nigerianischer Fußballspieler
- Ifeanyi Festus Ezeli-Ndulue (* 1989), nigerianischer Basketballspieler, siehe Festus Ezeli
- Ifeanyi Mathew (* 1997), nigerianischer Fußballspieler
- John Ifeanyi Okoro (* 1949), Bischof der Altkatholischen Kirche Österreichs, siehe Johannes Okoro

Weibliche Personen:
- Ifeanyichukwu Stephanie Chiejine (1983–2019), nigerianische Fußballnationalspielerin, siehe Ifeanyi Chiejine

Ifeanyi ist der Familienname folgender Personen:
- Dumaka Francis Ifeanyi (* 1989), nigerianischer Fußballspieler
- Edwin Ifeanyi (* 1972), kamerunischer Fußballspieler